# Georg Joseph Kamel
Jiří Josef Kamel, německy Georg Joseph Kamel či latinsky Camellus (21. dubna 1661 Brno – 2. května 1706 Manila) byl původem moravský jezuitský misionář, lékárník a botanik, který podal první ucelené zprávy o flóře a fauně na Filipínách, a představil je tak širšímu evropskému publiku. Carl Linné na jeho počest pojmenoval rostlinný rod kamélie.

## Život
Kamel byl pokřtěn 21. dubna 1661, přičemž se narodil do rodiny brněnského postřihačského mistra Andrese (Ondřeje) Kamela pocházejícího původně z Hustopečí. Navštěvoval místní jezuitské gymnázium, kde se vyučil lékárníkem, a 12. listopadu 1682 vstoupil do jezuitského řádu. V klášterní lékárně postupně získával lékárnickou praxi. Po ukončení noviciátu působil jako lékárnický pomocník (socius infirmarii) v Jindřichově Hradci a v roce 1686 vedl lékárnu koleje v Českém Krumlově. V této době podal žádost o vyslání do jezuitských zámořských misií, které bylo vyhověno. Přes Cádiz a Nové Španělsko doplul v roce 1688 do Manily na Filipínách.
V Manile působil v koleji svatého Ignáce jako lékárník a pečoval i o nemocné. V Manile také údajně otevřel první jezuitskou lékárnu na Filipínách, kde v duchu křesťanské lásky k bližnímu poskytoval chudým a domorodcům zadarmo léky. Díky Kamelově práci se jezuitská lékárna v Manile brzy stala jednou z nejproslulejších v oblasti a jeho péči vyhledávali i vysoce postavené osobnosti. Přestože Filipíny už nikdy neopustil, jeho renomé jej přivedlo do písemného styku se vzdělanci jak v Evropě, tak Asii. Dopisy, informace a exempláře si vyměňoval s Willemem ten Rhijnem, nizozemským chirurgem v Batávii; Samuelem Brownem a Edwardem Bulkleym, dvěma britskými chirurgy v Madrasu; a zejména se dvěma členy londýnské Královské společnosti, lékárníkem Jamesem Petiverem a přírodovědcem Johnem Rayem.
Zemřel v 45 letech v jezuitské koleji v Manile na průjmové onemocnění.

## Dílo
Kamel zkoumal filipínskou flóru z hlediska možného využití v lékařství a založil botanickou zahradu s evropskými i místními léčivkami. Rostlinstvo a zvířenu ostrova Luzon systematicky popisoval a poznatky doplňoval kresbami. Mezi jiným podal první zprávy o rostlině Strychnos ignatii (Faba Sancti Ignatii), z níž se získává jedovatý alkaloid strychnin, či o filipínském nártounu či letuše. O publikaci Kamelovy práce se zasloužili jeho dopisovatelé Ray a Petiver: jeho popisy filipínských bylin, křovin a stromů se objevily jako apendix třetího svazku Rayova veledíla Historia Plantarum (1704), zatímco zbytek jeho traktátů vyšel ve Philosophical Transactions vydávaných Královskou společností. Několik Kamelových ilustrací Petiver otiskl ve svém Gazophylacium Naturae et Artis.
Kamelovy zápisky jsou uloženy především v Britské knihovně v Londýně. Po jednom svazku Kamelových ilustrací a popisů se dochovalo v londýnském Přírodopisném muzeu a archivu teologické fakulty Lovaňské univerzity.
Kamel se pokusil o klasifikaci rostlin, ovšem v duchu předlinnéovské botaniky. Rostliny dělil do tří „tříd“:
1. Byliny (Plantae humiles)
2. Dřeviny či stromy a keře (Arbores et Frutices)
3. Liany a ovíjivé rostliny (Plantae scandentes)

### Přehled díla
Publikováno v Historia plantarum Johna Raye
- Historia stirpium insula Luzonis et reliquarum Philippinarum, in John Ray, Historia plantarum, vol. 3, Londýn 1704, pp. 1–96 (online).

Publikováno ve Philosophical Transactions of the Royal Society
- A description and figure of the True Amomum, or Tugus (1699), 21 (248): 2–4 (DOI:10.1098/rstl.1699.0002).
- An account of the vertues of Faba Sancti Ignatii, mentioned last Transaction (1699), 21 (250): 87 (DOI:10.1098/rstl.1699.0018).
- A further and more exact account of the same, sent in a letter from Father Camelli to Mr. John Ray and Mr. James Petiver, Fellows of the Royal Society (1699), 21 (250): 88–94 (DOI:10.1098/rstl.1699.0019).
- An account of Mr. Samuel Brown his sixth book of East India Plants, with their names, vertues, description etc. By James Petiver, apothecary, and fellow of the Royal Society. To these are added some animals etc. which the reverend Father George Joseph Camel very lately sent him from the Philippine Isles (1702), 23 (277): 1055–1068 (DOI:10.1098/rstl.1702.0003).
- Georgii Josephi Cameli observationes de avibus Philippensibus, communicatae a Jacobo Petiver, S. R. S. (1702), 23 (285): 1394–1399 (DOI:10.1098/rstl.1702.0051).
- A description of some coralls and other curious submarines lately sent to James Petiver, apothecary and fellow of the Royal Society, from the Philippine Isles by the reverend George Joseph Camel; as also an account of some plants from Chusan, an island on the coast of China, collected by Mr James Cuninghame, chyrurgeon & F.R.S. (1702), 23 (286): 1419–1429 (DOI:10.1098/rstl.1702.0056).
- Tractatulus de ambaro, a reverendo domino domino Georgio Josepho Camello, communicatus domino Jacobo Petiverio Societatis Regiae socio (1704), 24 (291): 1591–1596 (DOI:10.1098/rstl.1704.0017).
- Reverendi Patris Georgii Josephi Camelli tractatus de plantis Philippensibus scandentibus, ad Jacobum Petiver, S.R.S. missus (1704), 24 (293): 1707–1722 (DOI:10.1098/rstl.1704.0034).
- Georgii Josephi Camelli de plantis Philippensibus scandentibus; pars secunda. Ad Jacobum Petiver, S.R.S. nuper transmissa (1704), 24 (294): 1763–1773 (DOI:10.1098/rstl.1704.0042).
- Georgii Josephi Camelli de plantis Philippensibus scandentibus; pars tertia. Ad Jacobum Petiver, S.R.S. nuper transmissa (1704), 24 (295): 1809 (DOI:10.1098/rstl.1704.0053).
- Reverendi Patris Georgii Josephi Camelli de plantis Philippensibus scandentibus; pars quarta. Ad dominum Jacobum Petiver, S.R.S. nuper transmissa (1704), 24 (296): 1816–1842 (DOI:10.1098/rstl.1704.0055).
- De piscibus, moluscis at crustaceis Philippensibus, ex manuscriptis reverendi Patris Georgii Josephi Camelli ad dominum Jacobum Petiver, S.R.S. transmissis (1704), 24 (301): 2043–2080 (DOI:10.1098/rstl.1704.0084).
- De quadrupedibus Philippensibus tractatus a reverendo Georgio Josepho Camello transmissus Jacobo Petiver, pharmacopolae et Societatis Regiae socio Londini (1706), 25 (305): 2197–2204 (DOI:10.1098/rstl.1706.0002).
- De monstris, quasi monstris et monstrosis; item de serpentibus, etc. Philippensibus ex manuscripto reverendi Patris Georgii Josephi Camelli communicavit dominus Jacobus Petiver, pharmacopola Londini et S.R.S. (1706), 25 (307): 2266–2276 (DOI:10.1098/rstl.1706.0019).
- De conchyliis turbinatis, bivalvibus et univalvibus; item de mineralibus, fossilibus et thermis Philippensibus, ex manuscriptis reverendi Patris Georgii Josephi Camelli communicavit dominus Jacobus Petiver, pharmacopola Londini et S.R.S. (1706), 25 (311): 2397–2408 (DOI:10.1098/rstl.1706.0043).
- De variis animalibus Philippensibus, ex manuscriptis reverendi Patris Georgii Josephi Camelli communicavit dominus Jacobus Petiver, pharmacopola Londini et S.R.S. (1708), 26 (318): 241–248 (DOI:10.1098/rstl.1708.0037).
- De araneis et scarabaeis Philippensibus, ex manuscriptis reverendi Patris Georgii Josephi Camelli communicavit dominus Jacobus Petiver, pharmacopola Londini et S.R.S. (1711), 27 (331): 310–315 (DOI:10.1098/rstl.1710.0025).

## Odkaz
Švédský přírodovědec Carl Linné pojmenoval na počest Kamela (viz eponym) a jeho přírodovědných prací rod kamélie, mezi něž se řadí čajovník čínský (Camellia sinensis), zdroj čaje. Právě tento druh Kamel vylíčil i ve svém díle, ačkoliv Linné při svém popisu kamélie z Kamelovy práce paradoxně nečerpal. Jedinou filipínskou rostlinou pojmenovanou po Kamelovi je Eugenia camelii, která však je známa z jen jednoho exempláře v herbáři amerického Smithsonova institutu.
Třísté výročí Kamelovy smrti v roce 2006 bylo zařazeno mezi významná světová výročí UNESCO.